# Sergejus Madalovas

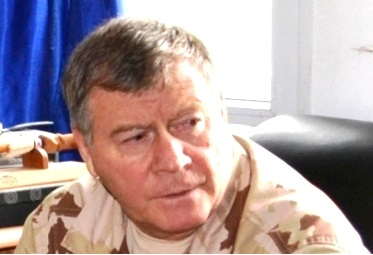
Sergejus Madalovas

Sergejus Madalovas (* 29. Juni 1945 in Tschetschenien) ist ein litauischer Beamter tschetschenischer Herkunft, General im Innendienst.

## Leben
Sein Großvater war Soldat und sein Vater Offizier. Von 1963 bis 1966 absolvierte er die Kirov-Militärschule in Ordschonikidse, von 1972 bis 1975 die Frunse-Akademie und von 1982 bis 1986 das Diplomstudium als Ingenieur am Institut Taschkent. 1966 wurde er zum Leutnant, 1975 zum Major und 1985 zum Oberst in der Sowjetunion befördert. Von 1991 bis 2007 führte er das 1. Regiment des Innenministeriums Litauens. Im Oktober 2007 wurde er von Ministerpräsident Gediminas Kirkilas zum litauischen General befördert.  Seit April 2007 leitet er Viešojo saugumo tarnyba.
Sergejus Madalovas ist verheiratet und hat eine Tochter. Seine Familie lebt in Rumšiškės bei Kaišiadorys.

## Auszeichnung
- 1996: Vyčio Kryžiaus ordinas, Riterio kryžius